# Ратлифф, Альфонсо
Альфонсо Ратлифф (англ. Alfonso Ratliff, родился 8 февраля 1956 в Чикаго, Иллинойс, США) — американский боксёр-профессионал, выступающий в первой тяжёлой (Cruiserweight) весовой категории. Чемпион мира по боксу в первом тяжелом весе по версии WBC (1985) .

## Любительская карьера
В любителях Ратлифф выиграл несколько титулов. В 1979 году выиграл титул Чикагского Районного Парка в тяжёлом весе.
В 1980 году выиграл Золотые перчатки в Чикаго в супертяжёлом весе.
В этом же году, представляя Чикаго он выиграл Междугородные золотые перчатки, победив решением судей Митча Грина.

## Профессиональная карьера
Дебютировал в августе 1980 года в бою с Джимом Флинном, которого победил нокаутом в 1 раунде.
Выиграл первые 13 боёв, 1 из них нокаутом.
В декабре 1981 года Ратлифф встретился с непобеждённым Тимом Уизерспумом. Уизерспум победил техническим нокаутом в 7 раунде.
Затем Ратлифф выиграл 3 боя.
В марте 1983 года Ратлифф встретился с Пинклоном Томасом. Томас победил техническим нокаутом в 10 раунде.
Затем Ратлифф выиграл 3 боя.
В июне 1985 года Ратлифф встретился с чемпионом по версии WBC в первом тяжёлом весе Карлосом Де Леоном. Ратлифф победил раздельным решением судей.
В сентябре 1985 года Ратлифф проиграл единогласным решением судей Бернарду Бентону.
В июле 1986 года встретился со Стэнли Россом. После 5 раунда Росс отказался от продолжения боя.
В сентябре 1986 года проиграл техническим нокаутом во 2 раунде непобеждённому Майку Тайсону.
В апреле 1987 года в бою за вакантный титул чемпиона штата Иллиноис победил решением большинства судей непобеждённого Крейга Водзиновски.
В октябре 1987 года проиграл близким единогласным решением судей Патрику Лумумба.
В январе 1988 проиграл единогласным решением судей непобеждённому Магне Хэвна
В феврале 1988 года проиграл техническим нокаутом в 6 раунде непобеждённому Гэри Мейсону.
В мае 1988 года состоялся реванш Ратлффа и Крейга Водзиновски за вакантный титул чемпиона штата Иллиноис. Ратлифф победил решением большинства судей.
В августе 1988 года победил нокаутом в 7 раунде Рикки Парки.
В ноябре 1988 года в бою за титул USBA проиграл техническим нокаутом в 5 раунде Джеффу Лампкину.
В июне 1989 года в бою за вакантный титул чемпиона штата Иллиноис ппроиграл нокаутом в 4 раунде Рою Мёрфи. После этого боя Ратлифф ушёл из бокса.